# Gmina Nova Crnja
Gmina Nova Crnja (serb. Opština Nova Crnja / Општина Нова Црња) – gmina w Serbii, w Wojwodinie, w okręgu środkowobanackim. W 2018 roku liczyła 9278 mieszkańców.